# Смирнов, Евгений Валерьевич
Евге́ний Вале́рьевич Смирно́в (укр. Євген Валерійович Смірнов; род. 16 апреля 1993, Одесса) — украинский футболист, полузащитник клуба «Судува».

## Игровая карьера
Воспитанник ДЮСШ № 11 (Одесса). Первый тренер — В. Н. Гоцуляк. В феврале 2011 года стал футболистом одесского «Черноморца». Был лидером и капитаном дубля, отличался уверенностью и твёрдостью. Летом 2014 года был отправлен в аренду в молдавский «Тирасполь». В первой части сезона 2014/15 в команде приднестровских «горожан» Смирнов отыграл в Национальной Дивизии 11 матчей, забил два мяча (оба — в ворота «Динамо-Авто») и однажды непредумышленно сотворил автогол в игре с «Милсами». В начале 2015 года возвратился в «Черноморец».
27 февраля 2015 года провёл первый поединок в украинской Премьер-лиге, выйдя во втором тайме матча против мариупольского «Ильичёвца» вместо Артёма Филимонова. Начиная с этого матча стал регулярно появляться в составе первой команды одесситов.